# 普拉夫尼克群島

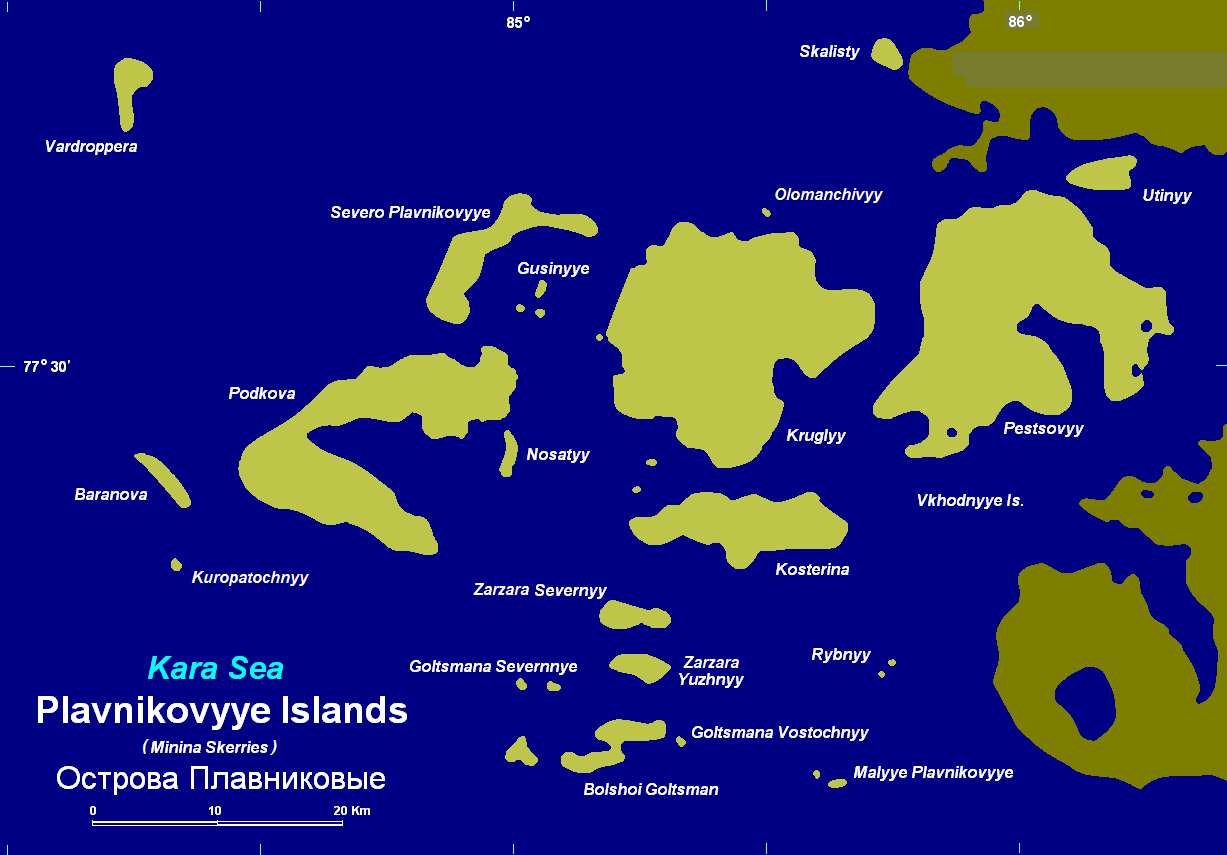

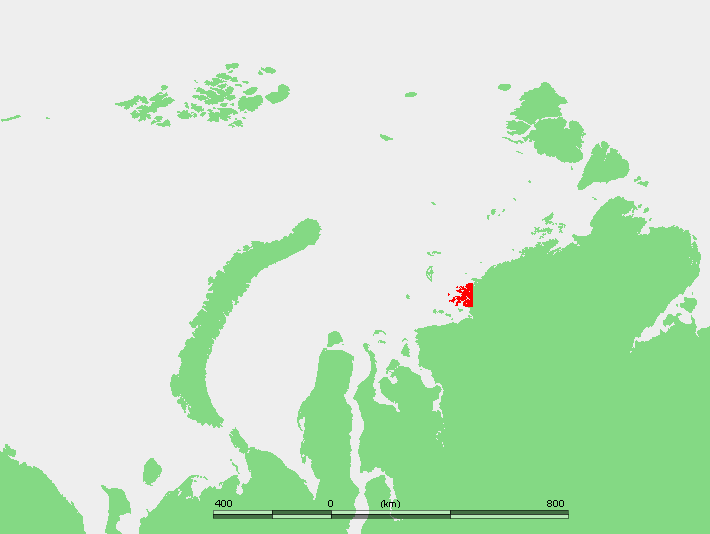

普拉夫尼克群島是俄羅斯的群島，位於西伯利亞對開的卡拉海東部，由克拉斯諾亞爾斯克邊疆區負責管轄，最高點海拔高度75米，全年大部分時間結冰。
74°10′N 85°15′E / 74.167°N 85.250°E